# Wereldkampioenschappen openwaterzwemmen 2013 - Landenwedstrijd
De landenwedstrijd tijdens de wereldkampioenschappen openwaterzwemmen 2013 vond plaats op 25 juli 2013 in het Moll de la Fusta in Barcelona.

## Uitslag
| Rang   | Namen                                                   | Land             | Tijd      |
| ------ | ------------------------------------------------------- | ---------------- | --------- |
| Goud   | Thomas Lurz Christian Reichert Isabelle Härle           | Duitsland        | 52:54.9   |
| Zilver | Antonios Fokaidis Spyridon Gianniotis Kalliopi Araouzou | Griekenland      | 54:03.3   |
| Brons  | Luiz Arapiraca Samuel de Bona Poliana Okimoto           | Brazilië         | 54:03.5   |
| 4      | Jarrod Poort Simon Huitenga Melissa Gorman              | Australië        | 54:16.1   |
| 5      | Luca Ferretti Simone Ercoli Rachele Bruni               | Italië           | 54:34.0   |
| 6      | Andrew Gemmell Sean Ryan Haley Anderson                 | Verenigde Staten | 54:44.7   |
| 7      | Damien Cattin-Vidal Bertrand Venturi Aurelie Muller     | Frankrijk        | 55:26.3   |
| 8      | Jevgeni Dratsjev Sergej Bolsjakov Jelizaveta Gorsjkova  | Rusland          | 56:08.7   |
| 9      | Márk Papp Anna Olasz Éva Risztov                        | Hongarije        | 56:09.4   |
| 10     | Phillip Ryan Kane Radford Cara Baker                    | Nieuw-Zeeland    | 56:12.0   |
| 11     | Daniel Marais Chad Ho Kyna Pereira                      | Zuid-Afrika      | 56:34.7   |
| 12     | Eric Hedlin Philippe Guertin Zsofia Balazs              | Canada           | 57:13.7   |
| 13     | Yuto Kobayashi Yasunari Hirai Yumi Kida                 | Japan            | 58:00.0   |
| 14     | Weng Jingwei Han Lidu Cao Shiyue                        | China            | 58:02.6   |
| 15     | Guillermo Bertola Martin Carrizo Florencia Mazzei       | Argentinië       | 58:12.0   |
| 16     | Miguel Hernández Iván López Lizeth Rueda                | Mexico           | 58:17.7   |
| 17     | Johndry Segovia Luis Bolanos Florencia Melo             | Venezuela        | 58:59.9   |
| 18     | Seifeddine Sghaier Badr Chebchoub Maroua Mathlouthi     | Tunesië          | 59:19.4   |
| 19     | Vitali Choedjakov Vladimir Tolikin Ksenia Romantsjoek   | Kazachstan       | 1:00:15.8 |
| 20     | Ivan Enderica Ochoa Santiago Enderica Katia Barros      | Ecuador          | 1:00:32.6 |
| 21     | Youssef Hossameldeen Adel Ragab Laila El Basiouny       | Egypte           | 1:01:02.2 |
| 22     | Ching Leung Sunny Poon Li Chun Hong Fiona On Yi Chan    | Hongkong         | 1:05:26.9 |